# First City Tower
La First City Tower est un gratte-ciel de 201 mètres construit en 1984 dans la ville de Houston aux États-Unis.